# Slaveevo, Dobrici
Slaveevo (în bulgară Славеево, în română Toccilar) este un sat în comuna Dobricika, regiunea Dobrici, Dobrogea de Sud, Bulgaria. 
Între anii 1913-1940 a făcut parte din plasa Ezibei a județului Caliacra, România.

## Demografie
Componența etnică a satului Slaveevo
     Turci (2,6%)
     Bulgari (74,47%)
     Romi (19,27%)
     Nicio identificare (3,64%)
La recensământul din 2011, populația satului Slaveevo era de 192 locuitori. Din punct de vedere etnic, majoritatea locuitorilor (74,47%) erau bulgari, existând și minorități de romi (19,27%) și turci (2,6%). Pentru 3,64% din locuitori nu este cunoscută apartenența etnică.